# Guillaume Musso
Guillaume Musso   (Antíbol, 6 de juny de 1974) és un novel·lista francès.

## Carrera
Musso va començar a escriure mentre era estudiant. Als 19 anys, fascinat pels Estats Units, va passar uns mesos a Nova York on va treballar com a venedor de gelats.
En tornar dels Estats Units, es va graduar en Ciències Econòmiques a la Universitat de Niça. Seguidament, va estudiar a la Universitat de Montpeller i va obtenir el Certificat de Qualificació per a Professors d'Educació Secundària (CAPES) en Economia i Ciències Socials. Del 1999 al 2003, va ser professor d'economia i ciències socials a l'institut de secundària Erckmann-Chatrian de Phalsbourg i formador de l'Institut Universitari d'Educació del Professorat (IUFM) de Lorena. El setembre del 2003, es va incorporar al Centre international de Valbonne (CIV) de Niça, on va impartir classes de ciències econòmiques i socials al durant cinc anys.
El maig del 2001 va publicar la seva primera novel·la, Skidamarink, un thriller que comença amb el robatori de la Mona Lisa al Museu del Louvre.
Després d'un greu accident de cotxe, Musso es va interessar per les experiències properes a la mort i va imaginar una història sobre un home que torna a la vida després d'estar a punt de morir. El resultat va ser la novel·la Et après..., publicada el 2004, que ràpidament es va convertir en un best-seller internacional i que va ser duta al cinema el 2008 pel director francès Gilles Bourdos amb el títol de Afterwards, amb John Malkovich, Romain Duris i Evangeline Lilly de protagonistes.
Ja com a novel·lista d'èxit, va publicar Sauve-moi (2005), Seras-tu là (2006), Parce que je t’aime (2007), Je reviens te chercher (2008), Que serais-je sans toi ? (2009), La Fille de papier (2010)⁵, L'Appel de l'ange (2011), 7 ans après (2012), Demain (2013), Central Park (2014), L'Instant présent (2015), La Fille de Brooklyn (2016), Un appartement à Paris (2017), La Jeune Fille et la nuit (2018) i La Vie Secrète des Écrivains (2019).
Musso s'ha convertit en un dels escriptors francesos de més èxit del segle XXI. La seva obra ha estat traduïda a més de 40 idiomes i ha venut més de 32 milions d'exemplars.

## Obres
- Skidamarink (2001) (2020)
- Et après... (2004)
- Sauve-moi (2005)
- Seras-tu là? (2006
- Parce que je t'aime (2007)
- Je reviens te chercher (2008)
- Que serais-je sans toi? (2009)
- La Fille de papier (2010)
- L'Appel de l'ange (2011)
- 7 ans après (2013)
- TDemain (2013)
- Central Park (2014)
- L'instant présent (2015)
- La Fille de Brooklyn (2016)
- Un appartement à Paris (2017)
- La Jeune Fille et la Nuit (2018)
- La Vie Secrète des Écrivains (2019)
- L'Inconnue de la Seine (2021)
- La Trilogie des Ecrivains (2021)
- Angélique (2022)